# МАЗ-541
МАЗ-541 — советский аэродромный тягач производства Минского автомобильного завода. Всего было изготовлено три автомобиля.
Внешне тягач походил на легковой седан огромных размеров.

## История
С появлением в советской авиации новых лайнеров Ту-104 и Ту-114 возникла потребность в их буксировке на лётном поле. Для этих целей первоначально стали использовать армейские тягачи МАЗ-535.
Однако большая высота этого четырёхосного грузовика потребовала удлинения буксировочной штанги, что весьма ухудшало манёвренность сцепки, тягач часто приходилось перецеплять то передом, то задом, такие дополнительные манёвры создавали на аэродроме небезопасную обстановку и затягивали процесс перемещения самолёта.
Разработка нового тягача началась в 1956 году на Минском автозаводе. Требовалось, чтобы тягач смог обеспечить буксировку самолётов, взлётная масса которых не превышала 85 тонн.

## Конструкция
МАЗ-541 спроектировали как можно ниже, чтобы позволить ему вплотную подъезжать к передней стойке шасси, не цепляя фюзеляж самолёта. Тягач оборудовали двумя постами управления, которые разместили в кабине по диагонали, что позволяло водителю с высокой точностью подавать машину к сцепному устройству задним ходом. Взяв самолёт на буксир, оператор просто пересаживался с одного места на другое и уже передним ходом начинал движение.
Тягач имел полный привод с отключаемым передним мостом. Передние и задние колёса этого автомобиля были разного диаметра: спереди — от грузовика ЯАЗ-214, задние спарки — от карьерного самосвала МАЗ-525, что позволило достичь наибольшего сцепления с бетонным покрытием аэродрома. Для этого же масса автомобиля была доведена до 28 тонн.
Силовым агрегатом являлся дизельный двигатель Д-12. Расход топлива составлял около 45 литров на час работы, что в пересчёте соответствовало 130 литрам на 100 км.

## Эксплуатация
Всего министерством авиационной промышленности было заказано тринадцать тягачей. В конце 1950-х годов в опытную эксплуатацию были переданы три машины, которые проработали до 1970 года.
Однако с дальнейшим увеличением массы новых моделей самолётов МАЗ-541 перестал удовлетворять требованиям аэродромных служб. В связи с этим от сборки ранее заказанных десяти машин решено было отказаться. В дальнейшем к специальным аэродромным тягачам вернулись уже на БелАЗе в середине 1970-х годов.